# Nick Fuentes

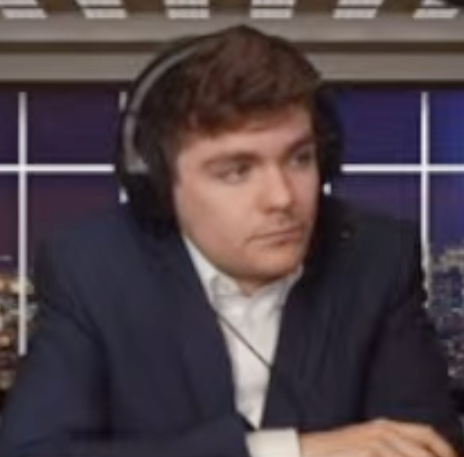
Nick Fuentes 2022 bei einem Livestream

Nicholas Joseph Fuentes (* 18. August 1998) ist ein US-amerikanischer White-Supremacy-Anhänger, Webvideoproduzent und rechtsextremer Aktivist, der antisemitische Positionen vertritt und als Holocaustleugner gilt. Fuentes lehnt eine demokratische Staatsform ab, ist Anhänger eines katholischen Integralismus bzw. Integralen Nationalismus und bezeichnet sich selbst als Incel.
Fuentes besitzt in den USA eine Anhängerschaft, die sich Groypers oder auch Groyper Army nennt. Diese treten vor allem im Internet als Troll-Armee auf, sorgten allerdings auch schon in der analogen Welt durch die Störung öffentlicher Veranstaltungen für Aufsehen.
Fuentes war an den rechtsextremen Demonstrationen in Charlottesville 2017 sowie dem Sturm auf das Kapitol in Washington 2021 direkt beteiligt und gibt selbst zu, dass er Witze, Memes und Ironie benutzt, um seine Aussagen zu verschleiern und so Positionen vertreten zu können, die im gesellschaftlichen Diskurs normalerweise keinen Platz hätten.
Öffentliche Aufmerksamkeit erfuhr Fuentes unter anderem, weil er sich 2022 zusammen mit dem Rapper Kanye West mit US-Präsidenten Donald Trump zum Abendessen getroffen hatte. Nach Trumps Wiederwahl 2024 verfasste Fuentes einen Tweet, der den feministischen Slogan „My body, my choice“ zu „Your body, my choice. Forever.“ verballhornte. Der entsprechende Tweet wurde über 100 Millionen Mal aufgerufen und führte zum Doxing von Fuentes’ Wohnadresse sowie einem gescheiterten Attentatsversuch auf ihn.
Kennzeichnend für Fuentes Stil ist, dass er etablierte Akteure der amerikanischen Rechten angreift und ihnen fehlende Prinzipientreue vorwirft. Mit über 700.000 Followern auf dem Kurznachrichtendienst X und 236.000 Abonnenten auf der Video-Plattform Rumble verfügt er über eine erhebliche Reichweite.

## Herkunft und frühe Jahre
Fuentes wuchs in La Grange Park im US-Bundesstaat Illinois auf und war zwischenzeitlich Präsident der Schülervertretung der dortigen Lyons Township High School. Nach eigener Aussage ist er katholisch und besitzt väterlicherseits eine mexikanische Abstammung.
Zunächst studierte Fuentes nach seinem Schulabschluss Politik und internationale Beziehungen an der Boston University, verließ diese allerdings 2017 wieder. Grund hierfür waren nach seinen Angaben Drohungen, die er erhalten hatte, nachdem er an den rechtsextremen Protesten in Charlottesville teilgenommen hatte. Er bewarb sich anschließend bei der Auburn University, reagierte allerdings nicht mehr auf die Nachricht der Hochschule, dass er angenommen sei und sein Studium dort fortsetzen könne.
Fuentes hat über mehrere Jahre hinweg seine Livestreams vom Haushalt seiner Eltern aus getätigt, auch um so absichtlich seinen Ruf als NEET zu kultivieren.
Ein gegen ihn gerichteter Fall von Swatting im März 2022 ereignete sich allerdings in einem Wohnsitz, der sich fünf Meilen von dem seiner Eltern entfernt befindet, weshalb fraglich ist, ob er mittlerweile noch mit diesen zusammenlebt.

## Politische Aktivitäten

### 2016–2020

#### Anfänge als Aktivist

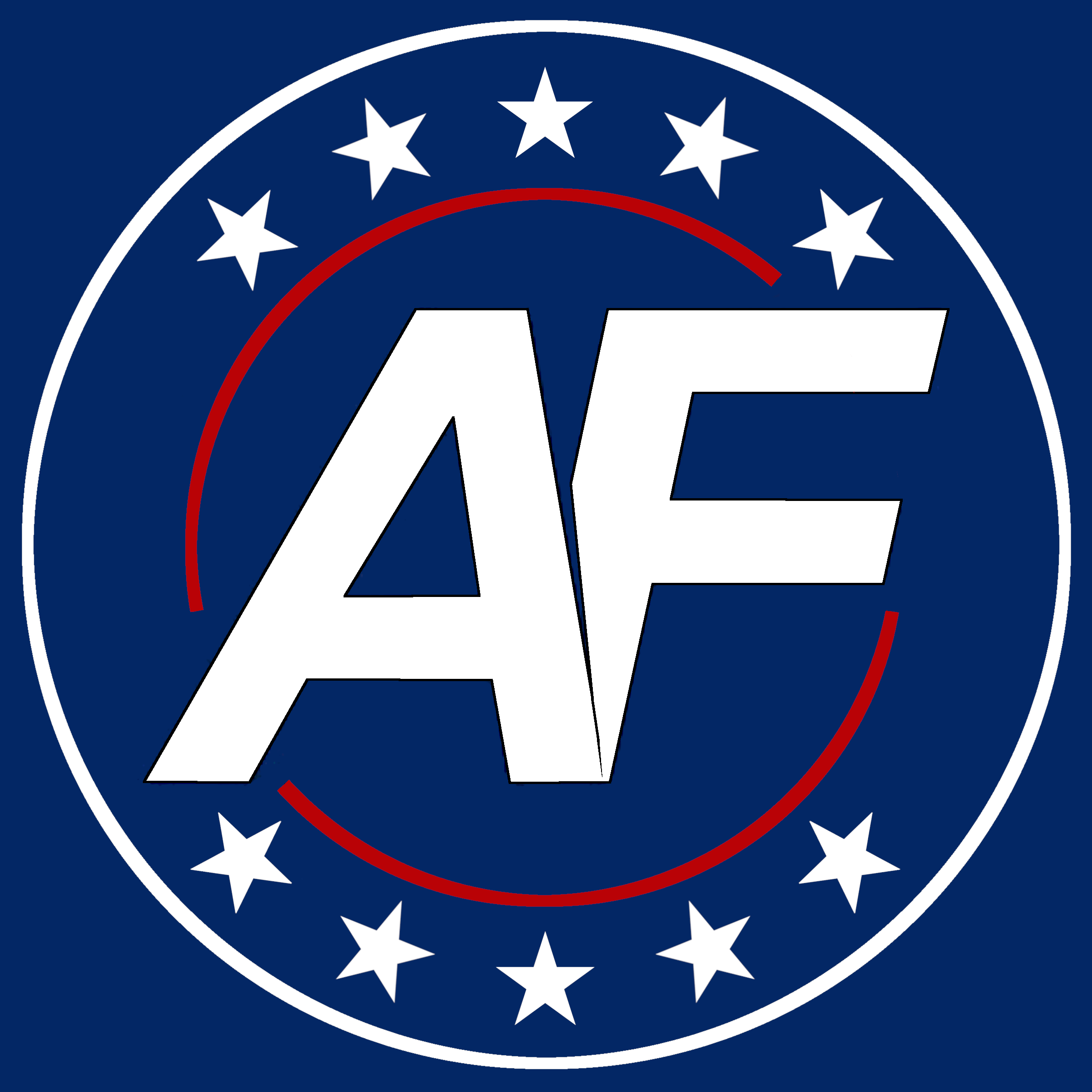
Logo von America First with Nicholas J. Fuentes

Bereits während seiner High-School-Zeit begann Fuentes das politische Geschehen öffentlich zu kommentieren. Über die jeweils von seiner Schule verwaltete Radio- und TV-Station präsentierte er eine politische Talkshow und die von ihm selbst moderierte „Nicholas J. Fuentes Show“, wobei er dort noch gemäßigtere konservative Positionen vertrat. Dies änderte sich mit dem Beginn seiner Studienzeit: In Boston begann Fuentes 2017 mit einem Webcast, der den Titel America First with Nicholas J. Fuentes trägt und bis heute existiert.
In seiner Show im April 2017 sprach Fuentes davon, dass er die Macher von CNN eingesperrt, deportiert und gehängt sehen wolle, und rief dazu auf, „die Globalisten“ (eine antisemitische Referenz) zu „töten“. Die damalige Produktionsfirma seines Webcasts, das Right Side Broadcasting Network (RSBN), veröffentlichte anschließend eine Stellungnahme, in der sie sich für die Aussagen entschuldigte und die Kommentare „inakzeptabel“ und „unangebracht“ nannte. Aufgrund weiterer problematischer Aussagen und Fuentes’ Präsenz bei den Demonstrationen in Charlottesville gingen er und das RSBN im August 2017 letztlich getrennte Wege. Fünf Jahre später gab Fuentes in einem Telegram-Post an, er sei damals vom CEO des RSBN gefeuert worden. Kurz nach dem Ende der Zusammenarbeit mit dem RSBN wurde Fuentes Co-Moderator von James Allsup, einem weiteren White Supremacy-Anhänger, bei dessen Podcast Nationalist Review. Im Januar 2018 endete das Projekt allerdings aufgrund interner Querelen zwischen beiden wieder. Im April desselben Jahres sprach Fuentes auf der American Renaissance Konferenz.
Im Jahre 2020 schickte sich Fuentes zudem an, der konservativen CPAC Konkurrenz zu machen. Er organisierte hierfür die jährlich stattfindende America First Political Action Conference (AFPAC), die Akteuren der Alt-Right die Möglichkeit geben soll, sich untereinander zu vernetzen. Große Unterstützung hierfür erhielt Fuentes durch die prominente konservative Autorin Michelle Malkin, die auch als Rednerin auf der ersten AFPAC zugegen war. Die Young America's Foundation, für die Malkin zuvor 17 Jahre lang als Rednerin an Universitäten aufgetreten war, stellte die Zusammenarbeit mit ihr ein, nachdem sie angekündigt hatte, auf der AFPAC zu sprechen.

#### Groypers und Groyper Wars
Seit 2019 hat Fuentes in Zusammenarbeit mit dem Neonazi Patrick Casey eine Anhängerschaft um sich geschart, die sich Groypers oder auch Groyper Army nennt. Casey wandte sich im Laufe der Zeit allerdings von der Gruppierung ab und warf Fuentes den Aufbau Kult-ähnlicher Strukturen vor.
Groyper ist eigentlich die Bezeichnung für eine Abwandlung von Pepe dem Frosch, der eine berühmte Meme-Vorlage ist und bereits seit Mitte der 2010er Jahre von Rechtsextremen instrumentalisiert wird. Ihren ersten öffentlichen Auftritt hatten die Groypers, nachdem Charlie Kirk, Gründer der konservativen Non-Profit-Organisation Turning Point USA (TPUSA), seiner Mitarbeiterin Ashley St. Claire kündigte. Sie hatte sich bei einem Event mit einer Reihe von Vertretern der Alt-Right (darunter auch Fuentes) fotografieren lassen. Als Reaktion darauf besuchten Unterstützer von Fuentes eine Veranstaltung Kirks mit dem Titel „Culture War“ und stellten dort Fragen zum demographischen Wandel in den USA, Homosexualität und der „Liberty“, einem 1967 durch das israelische Militär angegriffenen Aufklärungsschiff der US-Marine. Als Donald Trump Jr., der ebenfalls vor Ort war, beendete die Fragerunde daraufhin. Als Sammelbegriff für diesen und einer Reihe weiterer ähnlicher Vorfälle im gesamten Bundesgebiet der Vereinigten Staaten hat sich der Sammelbegriff Groyper Wars etabliert. Fuentes und die Groypers sehen sich dabei als Verfechter eines echten Konservativismus, der noch die traditionellen Standpunkte zu Themen wie Migration, Außenpolitik und sexuellen Minderheiten vertrete.
Die Groypers sind nach wie vor innerhalb des Internets und vor allem in den sozialen Medien aktiv. Besonders auf Twitter fallen sie immer wieder durch die Beleidigung und Bedrohung politischer Gegner auf. Im April 2020 wurde deutlich, dass die Groypers versuchten, auch TikTok für sich zu nutzen. Besonders viel Aufmerksamkeit erhielt hierbei der Vorfall rund um die TikTokerin Gabriella Katharina Huggler, die Fuentes und seine rechtsextremen Positionen öffentlich auf der Plattform anprangerte, kurz nachdem dieser sich einen Account erstellt hatte. Fuentes machte sich anschließend mit Beiträgen und Memes über die junge Erwachsene lustig, woraufhin Huggler auch zur Zielscheibe für die Groypers wurde. Sie überschwemmten ihre Live-Videos mit störenden Kommentaren, zogen in eigenen Beiträgen über Huggler her und sprachen ihr gegenüber sogar Morddrohungen aus. Die TikTok-Accounts von Fuentes sowie mehrerer Groypers wurden kurz darauf blockiert.
Anfang 2022 gab es erstmals größere Konflikte innerhalb der Groyper Army: Jaden McNeil und Simon Dickerman, die beide ehemalige Führungsmitglieder der 2021 von Fuentes gegründeten America First Foundation sind, brachen öffentlich mit der Troll-Armee von Fuentes und warfen ihm vor, junge Männer zu isolieren und zu radikalisieren, um diese dann für seine Zwecke zu missbrauchen. Generell scheint es Beobachtern zufolge in der Szene eine Tendenz zu gemäßigterer Rhetorik und weg vom expliziten und aggressiven Auftreten von Fuentes zu geben. Dies geschehe allerdings nicht, weil sich die politischen Überzeugungen der Groypers geändert hätten, sondern weil sich die Überzeugung durchsetze, dass man durch den Verzicht auf verbalen Radikalismus mehr Unterstützer gewinnen könne.

### 2021–2022

#### Verbindungen zum Sturm auf das Kapitol
Nick Fuentes war am Tag der Erstürmung des Kapitols am 6. Januar 2021 durch ultrarechte Demonstranten in Washington D.C. anwesend und hielt auf einer dortigen Versammlung eine Rede. Dabei vertrat Fuentes wie seine Mitstreiter die These, dass die Präsidentschaftswahl 2020 manipuliert worden und Donald Trump der rechtmäßige Präsident der Vereinigten Staaten sei. Er forderte die Anwesenden zudem auf, sich zum Kapitol zu begeben, Barrikaden zu entfernen und die Polizei zu ignorieren. Ein Video der Rede wurde während des zweiten Amtsenthebungsverfahrens gegen Donald Trump gezeigt. Fuentes selbst betrat das Kapitol nicht.
Fuentes befand sich unter einer Gruppe ultrarechter Aktivisten, die kurz vor dem Sturm auf das Kapitol hohe Spenden in Form von Bitcoins erhielten. Der französische Programmierer Laurent Bachelier führte einige Wochen vor den Protesten 22 Transaktionen durch, bei denen er 28,15 Bitcoins im Gesamtwert von rund 522.000 US-Dollar an verschiedene Personen und Organisationen der Alt-Right transferierte. Die Spende an Fuentes betrug 13,5 Bitcoins, was damals etwa 250.000 Dollar entsprach. Das FBI begann im Anschluss Ermittlungen und ließ das Geld am 23. Januar 2021 einfrieren, um zu klären, ob es zur Finanzierung illegaler Aktivitäten im Zusammenhang mit der Sturm auf das Kapitol genutzt wurde. Das Einfrieren des Vermögens wurde am 21. Juli 2021 nach sechs Monaten wieder aufgehoben, weil keine illegalen Handlungen festgestellt werden konnten.
Fuentes wurde vom Untersuchungsausschuss des US-Kongress zur Kapitolstürmung als Zeuge geladen. Bei der Ausschusssitzung verweigerte Fuentes unter Verweis auf FBI-Ermittlungen gegen ihn und den 5. Zusatzartikel zur Verfassung der Vereinigten Staaten die Aussage.

#### Weitere konservative Tagungen
Die zweite AFPAC fand im Februar 2021 statt. Sie stand ganz im Zeichen des Sturmes auf das Kapitol. Neben Michelle Malkin und Steve King, einem ehemaligen Abgeordneten des Repräsentantenhauses, sprach dort auch der Republikaner Paul Gosar. Dieser propagierte dabei den Mythos, dass Donald Trump die Wahl zum Präsidenten gestohlen worden sei. Einen Monat später verkündete Fuentes offiziell die Gründung einer eigenen Stiftung. Die America First Foundation soll laut ihres Gründungsstatus zur Verbreitung „konservativer Werte, die auf den Prinzipien des amerikanischen Nationalismus, des Christentums und des Traditionalismus basieren“ beitragen.
Im Juli desselben Jahres stürmten Fuentes und einige Anhänger in die zu diesem Zeitpunkt in Dallas stattfindende CPAC und skandierten „America First“ sowie „White Boy Summer“. Sie wurden von Sicherheitsleuten vom Veranstaltungsgelände entfernt. Bereits im Februar waren ihm und etwa 25 seiner Anhänger der Zugang zur vorherigen CPAC in Florida verweigert worden.
Im Februar 2022 organisierte Fuentes die dritte AFPAC in Orlando. Zu Gast war dieses Mal Marjorie Taylor Greene, Angehörige des Repräsentantenhauses. Paul Gosar und Janice McGeachin, Vizegouverneurin des Bundesstaates Idaho, sprachen per Videobotschaft zu den Teilnehmern der Konferenz. Dies führte auch innerhalb der Republikaner zu harscher Kritik. Mitt Romney, ehemaliger republikanischer Präsidentschaftskandidat, äußerte etwa: „Ich habe Idioten in meiner Partei“. Greene gab im Nachhinein an, weder Fuentes gekannt noch gewusst zu haben, dass die AFPAC ein Sammelbecken für Rechtsextreme und White Supremacy-Anhänger ist. McGeachin brach ein Interview ab, nachdem ein Reporter sie nach ihrer Rede auf der AFPAC gefragt hatte.

#### Kampagne gegen Joe Kent
Bei den Wahlen zum Repräsentantenhaus der Vereinigten Staaten 2022 hatte Nick Fuentes wahrscheinlich Einfluss auf den Wahlausgang im dritten Distrikt des Bundesstaats Washington. Dort setzte sich durchaus überraschend die Demokratin Marie Gluesenkamp Perez in dem eigentlich republikanisch dominierten Wahlbezirk durch. Zuvor war ihr Gegenkandidat und Trump-Anhänger Joe Kent durch vermeintliche Verbindungen zu Rechtsextremen, die Fuentes nahestehen, ins Zentrum der öffentlichen Debatte gerückt. Anlass hierfür war zunächst eine Lokalzeitung, die titelte, dass bei einer Wahlveranstaltung Kents White Supremacy-Anhänger die Debatte dominiert hätten. In einem Tweet, der sich auf genau diesen Artikel bezog, unterstellte Gluesenkamp Perez daraufhin Kent, mit den Rechtsextremen zu sympathisieren. Was bei diesem Vorwurf nicht zur Sprache kam, war die Tatsache, dass die an der Veranstaltung teilnehmenden Rechtsextremen nicht als Unterstützer Kents, sondern als dessen Gegner auftraten. Zuvor hatte Kent nämlich Fuentes öffentlich kritisiert, was dessen Anhänger dazu veranlasste, Kents Veranstaltung aufzusuchen und sie wie zu Zeiten der Groyper Wars zu stören.
Ein Telefonat zwischen Kent und Fuentes, das 2021 stattfand und in dem es wohl um eine Zusammenarbeit zwischen Kent und der America First Foundation ging, wurde ebenfalls genutzt, um Kent zu diskreditieren. Obwohl eine Kooperation nie zustande kam, wurde Kent als Politiker dargestellt, der mit Hitler-Sympathisanten (also Fuentes und seinen Anhängern) gemeinsame Sache mache. Etwa zur gleichen Zeit tauchten eine Reihe von Stickern auf, die sich an Wahlberechtigte des dritten Washingtoner Distrikts wandten und auf denen behauptet wurde, Joe Kent sei ein von der CIA kontrollierter Vertreter des Deep States und ein Marxist. Die Internetseite www.joekentiscia.com ist bis heute (September 2023) abrufbar. Fuentes behauptete, sowohl für die Sticker als auch für die Website verantwortlich zu sein. Trotz der Kampagne gegen ihn gelang es Kent jedoch, die Vorwahlen zu überstehen und in der Hauptwahl gegen Marie Gluesenkamp Perez anzutreten.
In der Folge begann ein Anhänger von Fuentes offenbar damit, Kent zu stalken, bis ihm dieser ein kurzes Interview gewährte. Die darauf folgende Berichterstattung rückte Kent erneut in die Nähe der Groypers. Insgesamt verfolgten Fuentes und die Groypers wohl eine doppelte Strategie: Zum einen sollten eher liberal eingestellte Wahlberechtigte durch die vermeintliche Nähe Kents zu Rechtsextremen abgeschreckt werden, während gleichzeitig Wahlberechtigte aus dem MAGA-Lager mit Verschwörungstheorien bezüglich der CIA-Vergangenheit Kents von einer Wahl desselben abgehalten werden sollten. Am Ende gewann Gluesenkamp Perez den Bezirk knapp mit einem Vorsprung von lediglich 2.629 Stimmen. Fuentes, der seine Anhänger immer wieder in seinem Livestream dazu aufgerufen hatte, gegen Kent zu agieren, gab in einem Interview an, den Sieg der Kandidatin der ihm eigentlich verhassten Demokratischen Partei gern in Kauf genommen zu haben. Wichtiger als ein republikanischer Sieg sei es ihm gewesen, Kent dafür zu bestrafen, dass dieser ihn „denunziert“ habe.

#### Treffen mit Donald Trump
Ende November 2022 besuchten Fuentes und der Rapper Ye (ehemals bekannt als Kanye West) Donald Trump auf Mar-a-Lago. Das Treffen hatte nach Yes Aussage den Sinn, Trump das Angebot zu machen, Ye bei dessen geplanter Präsidentschaftskandidatur 2024 als potentieller Vizepräsident zu unterstützen. Wenngleich Trump von diesem Angebot laut Ye alles andere als begeistert war, behauptete Ye, dass er dennoch „sehr beeindruckt von Nick Fuentes“ gewesen sei. Trump beschrieb das gemeinsame Abendessen hingegen als „schnell und ziemlich ereignislos“. Zudem erklärte er, Fuentes vorher nicht gekannt zu haben.
Eine Reihe von Persönlichkeiten aus dem In- und Ausland zeigte sich schockiert, als das gemeinsame Abendessen von Donald Trump mit Fuentes und Ye bekannt wurde. Trumps ehemaliger Vize-Präsident Mike Pence forderte eine Entschuldigung von Trump, beteuerte aber zugleich, dass dieser kein Antisemit sei. Auch andere Republikaner wie Marco Rubio und David M. Friedman kritisierten Trump und verurteilten das Treffen mit den Antisemiten scharf. Israels Ministerpräsident Benjamin Netanyahu bezeichnete das Essen als „Fehler“.
Fuentes verkündete kurz nach dem Treffen, dass er nun Teil von Ye's (inoffizieller) Präsidentschaftskampagne sei. Etwa ein halbes Jahr später entließ Ye Fuentes allerdings wieder und installierte Milo Yiannopoulos an dessen Stelle. Die US-Regierung berief einige Tage nach dem hohe Wellen schlagenden Abendessen einen runden Tisch ein, an dem sich mit führenden jüdischen Vertretern über Antisemitismus in den USA ausgetauscht wurde.

### Seit 2023

#### Anzügliche Nachrichten an Minderjährige durch Ali Alexander
Im März 2023 machte der rechte Influencer Milo Yiannopoulos Vorwürfe öffentlich, nach denen der Fuentes-Vertraute Ali Alexander in der Vergangenheit minderjährige Fuentes-Anhänger angeschrieben und nach Nacktbildern gefragt haben soll. Alexander war den Angaben zufolge zu diesem Zeitpunkt 34 Jahre alt, zwei der Betroffenen 15 bzw. 17 Jahre alt. Yiannopoulos und weitere Personen gaben an, Fuentes vergeblich vor Alexander gewarnt zu haben: „Alexander will zu Deinen Veranstaltungen kommen, um Sex mit minderjährigen Jungen zu haben“, schrieb Yiannopoulos Fuentes demnach im Januar 2022.
Fuentes gab nach den Vorwürfen bekannt, dass er mit Ali Alexander gesprochen habe und dieser sich aus der Öffentlichkeit zurückziehen werde. Fuentes äußerte sich auch in Bezug auf einen 15-Jährigen, der angegeben hatte, keine andere Wahl gesehen zu haben, als die geforderten Nacktbilder zu verschicken, wenn er in der Politik aufsteigen wolle: „Wenn Du mit erwachsenen, schwulen Männern flirtest, weil Du glaubst, dass Dir das zu einem Job verhilft, weißt Du ganz genau, was Du tust und es ist ekelhaft“, äußerte er hierzu in seiner Sendung. Der vormals 17-Jährige gab indes an, dass Fuentes ihm nach publik werden der Vorwürfe einen Job angeboten habe, wenn er diese zurücknehme und erkläre die Screenshots der Chatnachrichten mit Alexander manipuliert zu haben. Der vormals 15-Jährige erklärte, dass Fuentes von den Gerüchten über Ali Alexander gewusst haben müsse. Den Nachrichten zufolge stellte Alexander, der als in der republikanischen Partei gut vernetzt galt, den beiden in Aussicht von seinem politischen Netzwerk zu profitieren und Milo Yiannopoulos zu treffen.
Die republikanische Kongressabgeordnete Marjorie Taylor Greene, die noch an der dritten America First Political Action Conference von Fuentes teilgenommen und sich später von diesem distanziert hatte, forderte angesichts der Vorwürfe FBI-Ermittlungen. Im Sozialen Netzwerk X schreib sie: „Das ist ein abscheuliches Bilderbuch-Beispiel für den Missbrauch minderjähriger Jungen. Und Nick Fuentes war mittendrin. #NickWussteEs“. Ali Alexander, der vor allem durch seine Organisation von „Stop the steal“-Demonstrationen gegen einen angeblichen Wahlbetrug zum Nachteil von Donald Trump bei der Präsidentschaftswahl 2020 bekannt geworden war, veröffentlichte eine Entschuldigung für sein Verhalten.

#### Versuch weitere AFPACs zu initiieren
Die ursprünglich in Washington geplante vierte AFPAC wurde 2023 von Fuentes verschoben, da er keine Örtlichkeit für seine Veranstaltung fand. Stattdessen organisierte Fuentes ein kleineres Treffen, das von ihm selbst nicht als AFPAC bezeichnet wurde, in einem Hotel in Maryland. Dieses lag in unmittelbarer Nähe zur zwei Tage zuvor stattfindenden CPAC, zu welcher Fuentes der Zugang verweigert worden war.
Im Juni 2024 scheiterte erneut ein Versuch, die vierte AFPAC stattfinden zu lassen. Diese sollte ursprünglich in Detroit im Russell Industrial Center, einem zum Veranstaltungskomplex umfunktionierten Fabrikgelände, stattfinden. Einen Tag vor dem offiziellen Start der Konferenz wurde sie von den Verantwortlichen des Russell Industrial Centers jedoch abgesagt. In einer Pressemitteilung wurde als Grund dafür angegeben, dass die Buchung des Veranstaltungsortes nicht über Nick Fuentes oder seine America First Foundation, sondern über eine dritte Firma erfolgte. Die Verantwortlichen des Russell Industrial Centers hätten daher lange Zeit keine Kenntnis darüber gehabt, dass ihr Veranstaltungskomplex von Rechtsextremen genutzt werden würde. Nachdem sich herausstellte, welche Art von Veranstaltung eigentlich geplant war, habe man sich dazu entschlossen, die eigenen Räumlichkeiten nicht zur Verfügung zu stellen. Fuentes sprach auf einer spontanen Versammlung in der Nähe des ursprünglichen Veranstaltungsortes per Megaphon zu seinen Anhängern.

#### Distanzierung von Donald Trump
Im Verlauf von Donald Trumps Präsidentschaftskandidatur 2024 distanzierte sich Fuentes zunehmend von diesem. So kritisierte Fuentes Trump für dessen Unterstützung des Staates Israel nach dem Terrorangriff der Hamas am 7. Oktober 2023. Darüber hinaus sorgten Trumps Eingeständnis, die US-Präsidentschaftswahl 2020 regulär verloren zu haben, sowie dessen Distanzierung vom Project 2025 für Unmut bei Fuentes und anderen rechtsextremen Aktivisten.
Im August 2024 rief Fuentes in seinem Webcast zu einem Groyper War gegen Donald Trumps Präsidentschaftskampagne auf. Er forderte seine Unterstützer dazu auf, über Social Media viele Posts mit bestimmten Inhalten zu posten. Laut Fuentes sollte dadurch die Kampagne insgesamt weiter nach rechts gezogen werden, um einen Sieg Kamala Harris’ zu verhindern. Laut einer Analyse des Institute for Strategic Dialogue hatte dieser Aufruf zum Groyper War nur einen sehr geringen Einfluss auf die politischen Ereignisse, weil es den Groypers nicht gelang, über einen längeren Zeitraum eine relevante Anzahl an Social-Media-Posts abzusetzen. Das Institut warnt allerdings davor, dass dieser Misserfolg Fuentes zu weiteren und noch radikaleren Versuchen, Aufmerksamkeit zu generieren, anstacheln könnte. Außerdem könnten andere undemokratische Akteure von den Fehlern, die beim zweiten Groyper War gemacht wurden, lernen.
Im Vorfeld der US-Präsidentschaftswahl 2024 verkündete Fuentes, nicht für Donald Trump stimmen zu wollen und behauptete, eine zweite Amtszeit Trumps würde vor allem Milliardären helfen. Gleichwohl feierte er den Wahlsieg Trumps euphorisch, als dieser bekannt wurde.
Nachdem Donald Trump sich entgegen seines Wahlkampf-Versprechen weigerte, weitere Dokumente über den Sexualstraftäter Jeffrey Epstein und insbesondere eine angeblich existierende Kundenliste zu veröffentlichen, äußerte sich Fuentes erneut stark ablehnend gegenüber Trump. Er bezeichnete Trumps MAGA-Bewegung als „den größten Schwindel in der amerikanischen Geschichte“, rief dazu auf die Trump-typischen MAGA-Kappen zu verbrennen und die Republikaner bei den kommenden Zwischenwahlen 2026 nicht zu unterstützen.

#### Auseinandersetzung mit Candace Owens und Tucker Carlson
Im Juli 2025 veröffentlichte die Podcasterin Candace Owens ein Videointerview, das sie mit Nick Fuentes geführt hatte. Fuentes bezeichnete das Interview im Anschluss als Falle („hit piece“). Owens schilderte bei einem Auftritt in der Sendung des konservativen Kommentators Tucker Carlson später, dass Fuentes sie nach dem Interview angerufen, angeschrienen und ihr vorgeworfen habe, ihn reingelegt zu haben. In dem Telefonat habe er sie auch als „bitch“ („Schlampe“) bezeichnet.
Tucker Carlson schlug sich in der Sache auf die Seite von Owens. Carlson äußerte die Ansicht, dass Fuentes Teil einer verdeckten Kampagne sei, um nicht-verrückte Rechte durch Assoziation mit ihm zu diskreditieren. Er machte dies insbesondere daran fest, dass Fuentes immer wieder den rechten Politiker Joe Kent angegriffen habe. Kent sei ein authentischer Kritiker einer kriegerischen US-Außenpolitik, des Neokonservatismus und der CIA. Dies sei der wahre Grund für Fuentes' Angriffe auf diesen und andere Persönlichkeiten wie den libertären Kommentator Dave Smith und US-Vizepräsiden JD Vance. Carlson suggerierte, dass Fuentes von der CIA gelenkt werde, was auch sein Wissen darüber erkläre, dass sein Vater für die CIA gearbeitet habe. Owens stimmte Carlson zu und erklärte, dass es so wirke, als ob jemand Fuentes Anweisungen gebe.
Nick Fuentes widmete den Vorwürfen daraufhin eine eigene Folge seiner Live-Show. Darin erklärte er, dass eine geheime Absprache gegeben habe, wonach er und seine Unterstützer Joe Kent bei seiner Kongresskandidatur in Washington verdeckt unterstützen. Die Zusammenarbeit habe jedoch geendet, nachdem Kent sich öffentlich von ihm distanziert habe. Deshalb und wegen seiner Unterstützung Israels habe er ihn angegriffen. Den Vorwurf von der CIA gesteuert zu sein, gab er an Carlson und Kent zurück. Nach Angaben von Carlson arbeitete sein Vater für die CIA, seine eigene Bewerbung 1990 sei wegen Kokain-Konsums abgelehnt worden. Kent war während seiner Zeit in der US-Armee für die CIA tätig.

## Politische Positionen
Laut dem Southern Poverty Law Center möchte Fuentes die Republikaner zu einer „reaktionären Partei“ machen sowie das gesamte politische Spektrum und damit die US-amerikanische Gesellschaft in Gänze nach rechts verschieben. Außerdem ist Fuentes Antifeminist und der Meinung, dass die Republikaner keine konservative Partei mehr seien. Vielmehr seien sie „geführt von Juden, Atheisten und Homosexuellen“. Er versuche seine radikalen Positionen oft zu verschleiern, indem er sie als „christlich“ bzw. „traditionell“ betitelt.

### White Supremacy und Antisemitismus
Fuentes vertritt die These, dass sowohl die Regierung als auch die Medien von Juden beeinflusst seien. Sie hätten „zu viel Macht“, die eigentlich christlichen Menschen zustehen würde. Ebenso verglich er einmal den Holocaust und die Verbrennungsöfen der Konzentrationslager mit dem Krümelmonster, das Kekse backt. Darüber hinaus sei der Staat Israel der Antichrist. Diese Aussagen haben Fuentes eine gewisse Privatfeindschaft mit dem konservativen jüdischen Publizisten Ben Shapiro eingebracht. Shapiro bezeichnete „den Anführer der nächsten Welle der Alt-Right-Bewegung“, womit offensichtlich Fuentes gemeint war, in einer Rede an der Stanford University 2019 als Menschen, dessen Ansichten „offensichtlich White Supremacy-Müll“ sind. Als später eine TPUSA-Konferenz in Palm Beach stattfand, versuchte Fuentes, Shapiro, der sich zu diesem Zeitpunkt in Begleitung seiner Familie befand, auf offener Straße zu der gegen ihn gerichteten Rede zur Rede zu stellen. Shapiro ignorierte den Rechtsextremen, der bereits am Tag zuvor aus der Konferenz ausgeschlossen worden war, allerdings.
Passend zu seinen antisemitischen Ansichten ist Fuentes auch Anhänger der Verschwörungstheorie des großen Austauschs. So twitterte er etwa einmal, dass das amerikanische Volk gerade Opfer eines Genozides werde. Adolf Hitler bezeichnete Fuentes derweil als „großartig“ und „cool“.
Kurz nach dem Terrorangriff der Hamas auf Israel 2023 machte Fuentes Andeutungen, dass der Angriff der Hamas von Israel inszeniert worden sei, um sein internationales Ansehen zu verbessern. Einige Zeit später gab er zu, dass er sich nicht wirklich für das Schicksal Palästinas interessiere, aber hoffe, dass sich der Krieg in Gaza zum Nachteil des jüdischen Staates auswirken werde.

### Katholischer Nationalismus
Für Fuentes gilt: „Du bist entweder ein Katholik, oder du bist mit den Juden verbündet“. Nach Fuentes sollen die Medien, Hollywood und die Regierung katholisch geführt sein.
Im März 2022 gab Fuentes zu, dass er eine Autokratie unterstützen würde. Des Weiteren bezeichnete er eine katholische Monarchie, gerechte Kriege, die Kreuzzüge und Inquisition als „ziemlich gutes Zeug“. Die Demokratie bringt seiner Meinung nach lediglich Adipositas, eine niedrige Alphabetisierungsrate, Scheidungen, Abtreibung, gleichgeschlechtliche Ehe, Liberalismus und Pornographie sowie Ghettos, Kriminalität, politische Korrektheit und Diversität mit sich. Dementsprechend seien Demokratien „nicht so gut“. Passend dazu war Fuentes auch begeistert vom eher autokratischen Regierungsstil des ehemaligen brasilianischen Präsidenten Jair Bolsonaro. Dieser habe tun können, was er wollte, da er das Militär auf seiner Seite gehabt habe. Auch über das brasilianische Parlament konnte er sich nach Sicht von Fuentes jederzeit hinwegsetzen. Fuentes wünschte sich 2021, dass sich der damalige US-Präsident Trump ein Beispiel an Bolsonaro nehmen solle.

### LGBTQ und Frauen
Fuentes spricht offen von einer „LGBT Agenda“ und bezeichnet Transgender und gleichgeschlechtliche Ehen als „Abweichung“.
Fuentes ist ein Abtreibungsgegner, der auch an mindestens einem March for Life teilgenommen hat. Als im Juni 2022 der Oberste Gerichtshof der Vereinigten Staaten die Grundsatzentscheidung zum Fall Roe v. Wade bezüglich des Abtreibungsrechts von Frauen in den USA kippte, war Fuentes hoch erfreut. Seiner Ansicht nach haben sich Christen gegen den jüdischen Einfluss auf die Justiz behauptet, indem sie das bis dahin geltende Recht auf Schwangerschaftsabbrüche vor der Lebensfähigkeit des Fötus außerhalb des Mutterleibs außer Kraft gesetzt hätten. Er hegt nun die Hoffnung, dass auch gleichgeschlechtliche Ehen, Sodomie sowie Artikel zur Empfängnisverhütung verboten werden. Darüber hinaus verglich er das Urteil mit der Herrschaft der Taliban in Afghanistan; allerdings „auf eine gute Art und Weise“.
Fuentes bezeichnet sich selbst als Incel. Ob er wirklich als solcher gelten könne, ist innerhalb der Community aber umstritten, da er nach eigener Aussage zwar noch nie eine romantische Beziehung geführt, aber bereits ein Mädchen geküsst habe. Andere Incels werfen ihm deshalb vor, gar nicht unfreiwillig zölibatär zu leben und dementsprechend kein Incel sein zu können. Nichtsdestotrotz ist Fuentes offen misogyn und behauptete im Mai 2022: „Als Mann mit Frauen Sex zu haben ist schwul.“ Außerdem sollen Frauen nach Fuentes kein Wahlrecht besitzen. Er hält Frauen im Gegensatz zu Männern für nicht vollkommen rationale Wesen. Viel Beachtung fand auch sein Monolog, als er 2022 bei einer Folge von America First with Nicholas J. Fuentes per Kommentar von einem User gefragt wurde, wie dieser seine Freundin „bestrafen“ solle, wenn jene „aus der Reihe tanzt“. Fuentes antwortete zunächst: „Warum schmierst du ihr nicht eine?“ Erst nachdem er mehrere Minuten lang beschrieb und pantomimisch darstellte, wie die betreffende Frau zu schlagen sei, ruderte er zurück und meinte, er hätte nur Witze gemacht.

Im November 2024, nach Donald Trumps Sieg bei der Präsidentschaftswahl in den Vereinigten Staaten 2024, twitterte Fuentes „Your body, my choice. Forever.“ Der Beitrag wurde über 80 Millionen Mal aufgerufen (Stand: November 2024). Der Tweet wurde besonders auf TikTok populär, wo Nutzerinnen berichteten, dass ihre Beiträge massenhaft mit „Your body, my choice“ kommentiert worden seien. Am 8. November veröffentlichte das Institute for Strategic Dialogue einen Bericht, in dem der exponentielle Anstieg der Verwendung des Satzes auf X, TikTok, Facebook und Reddit am Tag nach den Wahlen 2024 detailliert beschrieben wurde. Des Weiteren wurde eine Verwendung außerhalb von Sozialen Medien festgestellt, u. a. in High Schools oder Colleges.

### COVID-19
Fuentes und seine Anhänger verbreiteten auch Falschinformationen zu den COVID-19-Impfstoffen. Diese würden, so ihre Aussage, die menschliche DNA verändern und von der Regierung zur Kontrolle der Bevölkerung genutzt werden. Ende 2020 verkündete Fuentes, sich niemals eine Impfung verabreichen zu lassen. Etwa zur gleichen Zeit wurde er eines Flugzeuges verwiesen, weil er nicht willens war, seine Maske so zu tragen, dass sie auch seine Nase bedeckte. Darüber hinaus trat er auch bei einer öffentlichen Demonstration im November 2021 auf und verbreitete dort Verschwörungstheorien bezüglich der Impfstoffe.
Fuentes war für mehr als ein Jahr auf der sogenannten No-Fly-List, mit der die amerikanische Regierung potenziell gefährliche Personen vom Flugverkehr ausschließt. Grund hierfür war aber nicht wie von Fuentes behauptet dessen Anwesenheit bei der Erstürmung des Kapitols, sondern dass er in einem Video Flugbegleiterinnen Gewalt angedroht hatte, falls sie ihn dazu anhalten würden, eine Maske zu tragen.

### Taliban
Fuentes lobte die konservativ-religiösen Aspekte, die die Herrschaft der Taliban seit ihrer Machtübernahme 2021 aufweist. Nachdem sich die Taliban zum Sieger des seit 2001 andauernden Krieges in Afghanistan erklärt hatten, postete Fuentes ein Statement auf Telegram, in dem er die Vereinigten Staaten als „gottlos“ und die Niederlage der NATO-Streitkräfte als „positive Entwicklung“ beschrieb.

### Ukrainekrieg
Fuentes lobte explizit den russischen Überfall auf die Ukraine 2022, da er der „Befreiung“ der Ukraine diene. Diese sei vom „Reich des Bösen“, nämlich den Vereinigten Staaten von Amerika, okkupiert. Den russischen Präsidenten Wladimir Putin bezeichnete er dabei als „Zar“.
Auf der AFPAC 2022 behauptete Fuentes zudem, dass Wladimir Putin mit Adolf Hitler gleichgesetzt werde, „als wäre das nicht etwas Gutes“. Während derselben Rede bat er die Anwesenden um Applaus für Russland, welcher auch sofort geliefert wurde. Außerdem skandierte die Menge: „Putin, Putin!“ Per Telegram äußerte Fuentes den Wunsch, dass Putin Präsident der Vereinigten Staaten werden solle.

## Internetaktivitäten und Deplatforming
Fuentes wurde auf zahlreichen Social-Media- und Bezahl-Plattformen blockiert. Im Januar 2020 wurden die Videos von Fuentes auf YouTube gänzlich demonetarisiert und eines sogar permanent entfernt. Einen Monat später wurde sein gesamter Kanal aufgrund wiederholter Verstöße gegen YouTubes Richtlinien zu Hassrede und Belästigung blockiert. Bereits im Jahr zuvor war er von Reddit und Twitch gebannt worden.
Die Livestream-Plattform DLive ergriff zunächst keine Maßnahmen gegen Fuentes, was ihr mediale Kritik einbrachte. Erst nach dem Sturm auf das Kapitol blockierte DLive Fuentes wegen „Ermunterung zu gewalttätigen und illegalen Aktivitäten“. Fuentes selbst gab an, dass sein Bankkonto eingefroren wurde, nachdem seine Beteiligung an dem Putschversuch bekannt geworden war. Zudem sei er mittlerweile von Airbnb, Facebook, TikTok, Discord, Clubhouse, Spotify und Instagram blockiert worden. Darüber hinaus verweigern ihm auch etliche Online-Bezahldienste ihre Services wie etwa PayPal, Venmo, Patreon, Shopify, Stripe, Streamlabs und Coinbase.
Twitter war im Juli 2021 eine der letzten gängigen Plattformen, die Fuentes ausschloss. Nach der Übernahme von Twitter durch Elon Musk wurden die Accounts einer Reihe von Persönlichkeiten des rechten politischen Spektrums, die zuvor gebannt worden waren, entsperrt. Auch Fuentes’ Profil wurde im Januar 2023 wieder freigegeben, was aber nicht einmal für 24 Stunden anhielt. Nachdem Fuentes wie zuvor rechtsextreme und antisemitische Inhalte geteilt hatte, wurde es am Tag darauf erneut gesperrt. Im Mai 2024 entsperrte Elon Musk Fuentes’ Profil und begründete dies unter anderem wie folgt: „Ich kann nicht behaupten, ein Verfechter der Redefreiheit zu sein, aber dann jemanden dauerhaft bannen, der nicht gegen das Gesetz verstoßen hat, egal wie sehr ich mit dem, was er sagt, nicht einverstanden bin.“
Im Dezember 2021 bannte schließlich auch die Social-Media-Plattform Gettr den Account von Fuentes, was überraschend kam, da Gettr zuvor als Treffpunkt für US-amerikanische Konservative, die auf anderen Plattformen blockiert worden waren, galt. Dies sorgte dementsprechend für negative Reaktionen von Fuentes’ Anhängern. Die ultrarechte Republikanerin Wendy Rogers, Mitglied des Senats von Arizona, kommentierte etwa, dass nun auch die selbsternannte Twitter-Alternative kein Ort der Redefreiheit mehr sei. Gettr ging allerdings noch weiter und machte es seinen Usern darüber hinaus auch unmöglich, Beiträge, die das Wort „Groyper“ enthielten, zu veröffentlichen.
Als Reaktion auf den Verlust einer solchen Vielzahl öffentlicher Kanäle, über die neue Unterstützer angeworben werden können, kooperierte Fuentes 2021 mit Alex Jones, um eine eigene Streaming-Plattform zu gründen. Diese nannte er Cozy.tv. Auch über andere alternative Plattformen wie Rumble, Truth Social oder Telegram verbreitet Fuentes weiterhin seine Inhalte. Im Januar 2023 wurde zudem der Twitter-Account von Fuentes wieder zugelassen.

## Doxing und Attentatsversuch

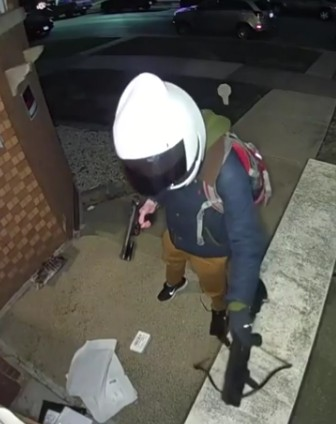
Der mit Pistole und Armbrust bewaffnete Schütze auf Bildern einer Überwachungskamera

Nach der Wiederwahl von Donald Trump veröffentlichte Nick Fuentes am 6. November 2024 auf Twitter einen Beitrag mit dem Text „Your body, my choice. Forever.“. Er verballhornte damit den bekannten Slogan „My body, my choice“, der ein Recht auf Abtreibung propagiert. Sein Tweet wurde mehr als 100 Millionen Mal abgerufen. Im Zuge der auf die Veröffentlichung folgenden Kontroverse wurde die Wohnanschrift von Fuentes gedoxt. Dies führte dazu, dass fremde Menschen an dessen Haus erschienen.
Am 10. November 2024 klingelte auch die 57-jährige Feministin Marla Rose an Fuentes Tür. Rose gab an, schauen zu wollen, ob Fuentes tatsächlich vor Ort wohne. Sie berichtete, dass Fuentes die Tür geöffnet, sie mit Reizgas besprüht und geschubst habe. Eine ebenfalls anwesende Frau, die Rose zuvor aufgefordert hatte, an der Tür zu klingeln, alarmierte daraufhin die Polizei.
Bei dem folgenden Polizeieinsatz gab Fuentes an, die Polizei über das Doxing informiert zu haben, jedoch nicht ernst genommen worden zu sein. Fuentes äußerte des Weiteren, dass ständig Leute zu seinem Haus kommen würden, er seit mehreren Tagen nicht geschlafen habe, Morddrohungen erhalte und in Sorge um sein Leben sei. Die Polizei leitete gegen Fuentes Ermittlungen wegen Körperverletzung ein.
Mehrere Wochen nach dem Doxing erschien während einer Live-Sendung von Fuentes ein mit einer Pistole und einer Armbrust bewaffneter Mann an Fuentes’ Adresse und rief seinen Namen. Fuentes’ Produzent alarmierte daraufhin die Polizei. Bei Eintreffen dieser floh der Mann in ein benachbartes Haus und erschoss dort zwei Hunde. Im Anschluss kam es zu einem Schusswechsel mit Polizisten, bei welchem der Mann getötet wurde. Die Polizei identifizierte den Schützen als den 24-Jährigen John Lyons, der zuvor drei Menschen erschossen hatte. Fuentes veröffentlichte nach dem Vorfall Aufnahmen einer Überwachungskamera, die den mit einem Motorradhelm bekleideten Mann zeigen.